# Campeonato Europeo de Biatlón de 2016
El XXIII Campeonato Europeo de Biatlón se celebró en la localidad de Tiumén (Rusia) entre el 24 y el 28 de febrero de 2016 bajo la organización de la Unión Internacional de Biatlón (IBU) y la Federación Rusa de Biatlón.

## Resultados

### Masculino
| Evento                        | Oro                                   | Plata                                       | Bronce                            |
| ----------------------------- | ------------------------------------- | ------------------------------------------- | --------------------------------- |
| 10 km velocidad (25.02)       | Yevgueni Garanichev · Rusia · 23:40,3 | Henrik L'Abée-Lund · Noruega · 23:45,5      | Anton Babikov · Rusia · 23:50,0   |
| 12,5 km persecución (27.02)   | Anton Babikov · Rusia · 30:01,5       | Yevgueni Garanichev · Rusia · 30:01,6       | Florian Graf · Alemania · 30:47,5 |
| 15 km salida en grupo (28.02) | Florian Graf · Alemania · 38:20,5     | Jaroslav Soukup · República Checa · 38:24,6 | Vladimir Iliev Bulgaria 38:29,0   |

### Femenino
| Evento                          | Oro                                       | Plata                                   | Bronce                                |
| ------------------------------- | ----------------------------------------- | --------------------------------------- | ------------------------------------- |
| 7,5 km velocidad (25.02)        | Nadine Horchler · Alemania · 21:53,0      | Karolin Horchler · Alemania · 22:05,7   | Annika Knoll · Alemania · 22:21,5     |
| 10 km persecución (27.02)       | Nadezhda Skardino · Bielorrusia · 30:01,7 | Karolin Horchler · Alemania · 30:09,1   | Ingrid Tandrevold · Noruega · 30:158  |
| 12,5 km salida en grupo (28.02) | Luise Kummer · Alemania · 36:05,1         | Paulína Fialková · Eslovaquia · 36:13,1 | Ingrid Tandrevold · Noruega · 36:16,4 |

### Mixto
| Evento                                | Oro                                                                                                | Plata                                                                                    | Bronce                                                                                         |
| ------------------------------------- | -------------------------------------------------------------------------------------------------- | ---------------------------------------------------------------------------------------- | ---------------------------------------------------------------------------------------------- |
| Relevos 2 × 6 km + 2 × 7,5 km (24.02) | Rusia · Anastasiya Zagoruiko · Olga Yakushova · Matvei Yeliseyev · Yevgueni Garanichev · 1:10:56,3 | Eslovaquia · Paulína Fialková · Jana Gereková · Matej Kazár · Martin Otčenáš · 1:10:56,4 | Noruega · Sigrid Neraasen · Bente Landheim · Henrik L'Abée-Lund · Håvard Bogetveit · 1:12:00,4 |
| Relevos de velocidad (24.02)          | Rusia · Viktoriya Slivko · Anton Babikov · 36:59,0                                                 | Alemania · Luise Kummer · Matthias Dorfer · 37:36,9                                      | Noruega · Ingrid Tandrevold · Vetle Sjåstad Christiansen · 37:51,7                             |

## Medallero
| Núm. | País            | Oro | Plata | Bronce | Total |
| ---- | --------------- | --- | ----- | ------ | ----- |
| 1    | Rusia           | 4   | 1     | 1      | 6     |
| 2    | Alemania        | 3   | 3     | 2      | 8     |
| 3    | Bielorrusia     | 1   | 0     | 0      | 1     |
| 4    | Eslovaquia      | 0   | 2     | 0      | 2     |
| 5    | Noruega         | 0   | 1     | 4      | 5     |
| 6    | República Checa | 0   | 1     | 0      | 1     |
| 7    | Bulgaria        | 0   | 0     | 1      | 1     |
|      | TOTAL           | 8   | 8     | 8      | 24    |